# Spinning jenny

Maquette de la machine (musée industriel de Wuppertal).

La spinning jenny est une machine à filer créée au milieu des années 1760 par James Hargreaves et brevetée en 1770. Elle produisait du fil qui était d’une solidité moindre que celui produit par la machine de Richard Arkwright (la water frame), et qui ne se prêtait qu’à servir de fil de trame.

## Histoire

### Invention
James Hargreaves était un tisserand du Lancashire, sans instruction et modeste, il était à la tête d’une famille nombreuse.[réf. souhaitée] Il met au point au milieu des années 1760 une machine, qu’il appela spinning jenny, dans le but de remplacer le rouet et d'être utilisée par sa femme et sa fille à leur domicile : elle comporte huit quenouilles actionnées par une seule roue, apte à produire simultanément huit fils de coton.
La spinning jenny, dans une version améliorée et disposant de seize quenouilles, est brevetée en 1770,.

### Destructions
La spinning jenny, comme d'autres innovations dans le filage textile, a suscité l'opposition d'ouvriers fileurs.
Ainsi, le 14 juin 1769, des ouvriers du Lancashire détruisent les machines d'Hargreaves, qui concurrencent leur travail avec un fil vendu bien moins cher.
Dix ans plus tard, à l'automne 1779, des ouvriers détruisent à nouveau des machines à filer mécaniques : ils visent les jennies industrielles aux mains des capitalistes, tandis que les spinning jennies de taille plus modeste (24 fuseaux ou moins), destinées à un usage domestique, sont épargnées,.

## Adaptations
Une de ses adaptations est la mule-jenny.